# Ташбунар (река)
Ташбунар — река на Украине в пределах Болградского и Измаильского районов Одесской области. Впадает в озеро Катлабух, относится к бассейну Дуная. Длина реки 37 км. Площадь водосборного бассейна — 281 км².

## Описание

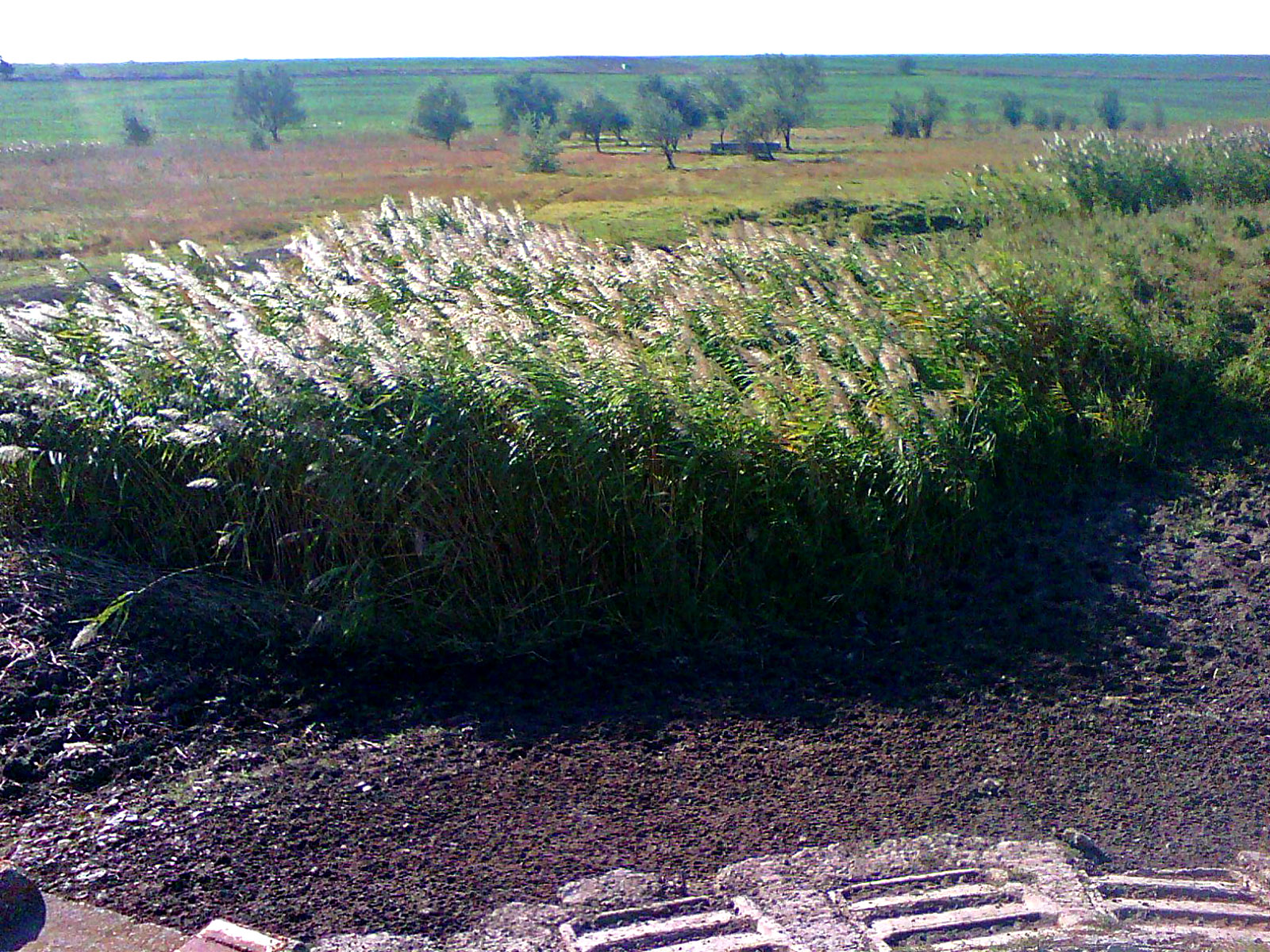
Пересохшее русло речки

Река берет своё начало к северу от села Калчева Болградского района. Течет преимущественно на юго-восток (частично на юг). Впадает в Ташбунарский залив озера Котлабух. Уклон реки 2,2 м/км. Долина трапециевидная, с пологими склонами, шириной 1,5 км, глубиной 30-40 м. Заплава шириной 300—400 м. Русло реки извилистое, но участок около 20 км длиной расчищен и выпрямлен.
На реке устроены пруды, вода из которых используется для орошения.
Летом река пересыхает.